# Тимерханов, Илдус Хамитович
Тимерханов Илдус Хамитович (баш. Тимерханов Илдус Хәмит улы; род. 25 апреля 1956, Нижнечерекулево, Башкирская АССР) — детский башкирский писатель, журналист, краевед. Член Союза журналистов (1990) и Союза писателей РБ и РФ (1996).

## Биография
Родился в 1956 году в с. Нижнечерекулево Илишевского района БАССР.
Восьмилетнюю школу оканчивал в с. Нижнечереккулево, старшие классы — в селе Итеево, расположенном поблизости. Работал слесарем-ремонтником в нефтегазодобывающем управлении «Чекмагушнефть», оператором скважин, специалистом в геологической партии.
Отслужив С 1974 по 1976 год на Дальнем Востоке в армии, продолжил работу нефтяником. Позже Илдус Хамитович поступил и в 1982 году окончил филологический факультет Башкирского государственного университета (ныне Уфимский университет науки и технологий).
Окончив университет, с 1985 года работал в дюртюлинской газете «Юлдаш».
Илдус Хамитович пишет сказки, повести и рассказы, статьи, очерки, зарисовки на тему охраны окружающей среды, стихотворения для детей.
В настоящее время проживает в г. Дюртюли.

## Награды и звания
Заслуженный работник печати и массовой информации Республики Башкортостан. Почетная грамота Министерства цифрового развития, связи и массовых коммуникаций Российской Федерации.
Лауреат премии им. Н. Наджми (2003) — за серию книг для детей.
Лауреат премии Правительства Республики Башкортостан им. Шагита Худайбердина — за книгу «Склонились ивы над Базы». Лауреат премии им. М. Акмуллы журнала «Аманат».
Дипломант Всероссийского экологического конкурса «Заповедное эхо».
Обладатель почётного звания «Рыцарь леса» Республиканского фонда охраны диких животных им. О. Зиганшина. Почетная грамота Министерства культуры Республики Башкортостан. Благодарность Президента Республики Башкортостан и политической партии «Единая Россия». Благодарность Правительства Республики Башкортостан. Юбилейная медаль «100 лет Республики Башкортостан».
Тимерханов Илдус Хамитович — победитель Всероссийского конкурса имени Петра Ершова — за сборник «Среди ив и тополей».